# Coccoloba warmingii
Coccoloba warmingii är en slideväxtart som beskrevs av Meissn.. Coccoloba warmingii ingår i släktet Coccoloba och familjen slideväxter. Inga underarter finns listade i Catalogue of Life.